# Zygophyllum
Zygophyllum är ett släkte av pockenholtsväxter. Zygophyllum ingår i familjen pockenholtsväxter.

## Dottertaxa tillZygophyllum, i alfabetisk ordning[1]
- Zygophyllum atriplicoides
- Zygophyllum balchaschense
- Zygophyllum berenicense
- Zygophyllum betpakdalense
- Zygophyllum borissovae
- Zygophyllum brachypterum
- Zygophyllum cuspidatum
- Zygophyllum darvasicum
- Zygophyllum depauperatum
- Zygophyllum dichotomum
- Zygophyllum dregeanum
- Zygophyllum eichwaldii
- Zygophyllum eurypterum
- Zygophyllum fabago
- Zygophyllum fabagoides
- Zygophyllum furcatum
- Zygophyllum gilfillani
- Zygophyllum gobicum
- Zygophyllum heterocladum
- Zygophyllum ifniense
- Zygophyllum iliense
- Zygophyllum jaxarticum
- Zygophyllum kansuense
- Zygophyllum karatavicum
- Zygophyllum kaschgaricum
- Zygophyllum kegense
- Zygophyllum kopalense
- Zygophyllum lehmannianum
- Zygophyllum loczyi
- Zygophyllum macropodum
- Zygophyllum macropterum
- Zygophyllum maximiliani
- Zygophyllum megacarpum
- Zygophyllum melongena
- Zygophyllum meyeri
- Zygophyllum microcarpum
- Zygophyllum miniatum
- Zygophyllum mucronatum
- Zygophyllum neglectum
- Zygophyllum obliquum
- Zygophyllum ovigerum
- Zygophyllum oxianum
- Zygophyllum oxycarpum
- Zygophyllum pamiricum
- Zygophyllum potaninii
- Zygophyllum procumbens
- Zygophyllum propinquum
- Zygophyllum pterocarpum
- Zygophyllum rosovii
- Zygophyllum smithii
- Zygophyllum steropterum
- Zygophyllum subtrijugum
- Zygophyllum suffruticosum
- Zygophyllum sulcatum
- Zygophyllum taldykurganicum
- Zygophyllum trialatum
- Zygophyllum turcomanicum
- Zygophyllum uitenhagense
- Zygophyllum xanthoxylum